# Ordine d'onore (Federazione Russa)
L'ordine d'onore (in russo О́рден Почёта?, Orden Počëta) è un'onorificenza della Federazione Russa.
È stato fondato il 2 marzo 1994 e i suoi criteri di aggiudicazione sono stati modificati nel 1999 e nel 2010.

## Assegnazione
L'ordine viene assegnato ai cittadini:
- per ottimi risultati negli indicatori di produzione ed economici nell'industria, edilizia, agricoltura, comunicazioni, energia e trasporti, insieme con l'uso predominante di tecnologie innovative nel processo di produzione, per un significativo aumento del livello di sviluppo socioeconomico della Federazione Russa;
- per i risultati conseguiti nel modernizzare il sistema sanitario russo, volti a migliorare notevolmente la qualità della prestazione di servizi medici, così come lo sviluppo e la diffusione di moderni e innovativi metodi di diagnosi e di cura delle malattie;
- per i risultati conseguiti nella ricerca scientifica con conseguente significativo vantaggio russo nella scienza, nella tecnologica e in vari campi della scienza, della produzione interna di prodotti high-tech concorrenti;
- per i servizi per il miglioramento del sistema di istruzione russo finalizzato al notevole miglioramento della qualità dell'insegnamento impartito, del sistema di formazione di specialisti per l'economia russa e per un crescente prestigio internazionale delle istituzioni educative russe;
- per il contributo significativo alla promozione conservazione e sviluppo della cultura russa, dell'arte, della storia e della lingua russa, associata ad aumento dei livelli di sviluppo culturale e umanitario dell'educazione civile e patriottica delle nuove generazioni;
- per attività di beneficenza e di comunità pubblici molto fruttuosi;
- per meriti nella promozione e nel sostegno dello sport giovanile, così come lo sport professionistico, aumentando notevolmente il livello di attività fisica e rendendo la Russia un leader mondiale negli sport individuali.

## Insegne
- L'insegna è d'argento e ricoperta di smalti, è a forma ottagonale di 42 mm di diametro smaltata in blu. Il dritto reca un medaglione smaltato in bianco, delimitato da una corona d'alloro in argento, che raffigura l'emblema della Federazione Russa. L'inverso è nudo, tranne per la presenza del numero di serie
- Il nastro è blu con l'eccezione del bordo sinistro che presenta una sottile striscia bianca.